# ハッサン・ベジャウィ
ハッサン・ベジャウィ（Hassen Béjaoui、1975年2月15日 - ）は、チュニジアの元サッカー選手。元チュニジア代表。ポジションはゴールキーパー。

## 来歴
2002年にチュニジア代表として親善試合2試合に出場した。出場機会は無かったが、2002 FIFAワールドカップのメンバーにも選ばれた。

## 代表歴

### 出場大会
- チュニジア代表
  - 2002 FIFAワールドカップ

### 試合数
- 国際Aマッチ 2試合 0得点（2002年）[1]

| チュニジア代表 | 国際Aマッチ | 国際Aマッチ |
| 年             | 出場        | 得点        |
| -------------- | ----------- | ----------- |
| 2002           | 2           | 0           |
| 通算           | 2           | 0           |